# Mixothrips craigheadi
Mixothrips craigheadi är en insektsart som beskrevs av Stannard 1968. Mixothrips craigheadi ingår i släktet Mixothrips och familjen rörtripsar. Inga underarter finns listade i Catalogue of Life.